# Charles L. Livingston
Pour les autres membres de cette famille, voir Famille Livingston et pour les homonymes, voir Livingston.
Charles Ludlow Livingston (1800 - avril 1873), est un homme politique américain.

## Biographie
Fils de Philip Peter Livingston et petit-fils de Peter Van Brugh Livingston (en), il est membre de l'Assemblée de l'État de New York de 1829 à 1833 (dont il est speaker de 1832 à 1833), puis du Sénat de l'État de New York de 1834 à 1837.